# Michalová
Michalová é um município da Eslováquia, situado no distrito de Brezno, na região de Banská Bystrica. Tem 14,33 km² de área e sua população em 2018 foi estimada em 1.364 habitantes.

## Demografia
| Ano:        | 1994 | 2004   | 2014   | 2024    |
| ----------- | ---- | ------ | ------ | ------- |
| Broj ljudi: | 1371 | 1391   | 1372   | 1208    |
| Razlika:    |      | +1,45% | -1,36% | -11,95% |

| Ano:               | 2023 | 2024   |
| ------------------ | ---- | ------ |
| Número de pessoas: | 1234 | 1208   |
| Diferença:         |      | -2,10% |